# Тамара Грујић
Тамара Грујић (Ваљево, 16. јул 1977) српска је телевизијска водитељка и новинарка. Ауторка је и водитељка хуманитарне емисије Радна акција са Тамаром (2016—данас) и некадашње емисије Радна акција (2010—2016).
Тамара је са супругом Вуком Ђоковићем, дипломираним продуцентом Академије уметности у Београду, основала продукцијску кућу „Триангл” у оквиру које се емисија реализује.

## Биографија
Након што је дипломирала менаџмент уписала је Академију уметности у Београду, одсек продукција у медијима и уметности. Тамара је завршила нижу музичку школу и певала је у академском хору Обилић. У свет ТВ новинарства закорачила 2000. године на тадашњој БК ТВ. Била је новинар и уредник у информативној редакцији, а потом се специјализовала за економске теме. Прешла је у економску редакцију и радила као новинар, уредник и водитељ "Јапија". Учествовала је у реализацији емисија „Дођи на вечеру” и „Топ модел” Прве српске телевизије. Као водитељ емисије "Радна акција" радила је од 2010. године. Од марта 2016. године овај ТВ формат емитује се на РТС-у под називом "С Тамаром у акцији".

## Награде и признања
У 2017. години Тамара је освојила награде као што су "Златна Ника" за најбољу друштвено-одговорну емисију на 22. фестивалу "Интерфер", затим национално признање "Статуа Капетан Миша Анастасијевић" за доброчинство, хуманост и друштвену одговорност, и награду "Жена животног стила" коју додељује "Фабрика добре енергије". Тамара Грујић је и међу добитницима награде "Вечерњих новости" за најплеменитији подвиг године. Добила је сребрну плакету за хуманост. Добила је Награду „Миломир Главчић”, за подстицај хуманости.